# Lara Wendel
Lara Wendel, pseudonimo di Daniela Rachele Barnes (Monaco di Baviera, 29 marzo 1965), è un'attrice tedesca.
Ha lavorato soprattutto in produzioni italiane di cinema di genere, negli anni settanta ed ottanta.

## Biografia
Figlia dell'attrice tedesca Britta Wendel (alias Britta Barnes) e del campione di football americano ed attore di film western americano Walt Barnes. Sotto la guida della madre esordisce a soli quattro anni come modella per dei servizi pubblicitari e a sette fa il suo esordio al cinema nel giallo Mio caro assassino di Tonino Valerii, cui segue il mafia-movie La mala ordina di Fernando Di Leo. Interpreta, in seguito, piccolissimi ruoli nei film di Federico Fellini Roma (1972) ed Amarcord (1973).
Nel 1973 recita una piccola parte al fianco della madre Britta e del fratello Michael Barnes in Senza ragione, poliziesco diretto da Silvio Narizzano. Nel 1976 ottiene il ruolo che segnerà la sua carriera: a soli undici anni, infatti, interpreta la parte di co-protagonista nel film di Pier Giuseppe Murgia Maladolescenza, recitando al fianco della coetanea Eva Ionesco.
In questo film la Wendel recita in numerose scene di nudo e di sesso simulato. Il personaggio di "lolita" le si attaccherà addosso anche nei film successivi, in cui spesso reciterà nuda ed in situazioni morbose. Come in Un dramma borghese (1978), di Florestano Vancini, nel quale interpreta la figlia tredicenne di Franco Nero e che tratta il tema scottante dell'incesto. Nel sexy-horror Un'ombra nell'ombra (1979) interpreta la figlia di Satana, di nuovo insieme al fratello Michael in un ruolo minore, invece nel 1981 interpretò Viva Montero nel film Il falco e la colomba con Fabio Testi.
Con l'adolescenza Lara Wendel partecipa a diversi film horror e thriller, con registi come Dario Argento (Tenebre) e Lamberto Bava (Morirai a mezzanotte). Nel 1985 torna ad un ruolo primario in A me mi piace di Enrico Montesano. Questa partecipazione spinge Federico Fellini ad ingaggiarla per il suo Intervista, del 1987. Dal 1985 Lara è interprete principalmente di serie tv per la Rai, la prima delle quali è La piovra 2, diretta da Florestano Vancini. In questo periodo posa per alcuni servizi fotografici di nudo integrale per l'edizione italiana della rivista Playboy.
Nel 1987 è co-protagonista insieme a Massimo Ciavarro e Nicole Kidman di Un'australiana a Roma. Appare per l'ultima volta sul grande schermo ne La villa del venerdì (1991), di Mauro Bolognini. La sua ultima apparizione televisiva, invece, è in Requiem per voce e pianoforte, miniserie Rai del 1993, per la regia di Tomaso Sherman, dopo la quale si ritira a vita privata.

## Filmografia

### Cinema
- Mio caro assassino, regia di Tonino Valerii (1972)
- La mala ordina, regia di Fernando Di Leo (1972)
- Roma, regia di Federico Fellini (1972)
- Amarcord, regia di Federico Fellini (1973)
- Senza ragione, regia di Silvio Narizzano (1973)
- Il profumo della signora in nero, regia di Francesco Barilli (1974)
- Maladolescenza, regia di Pier Giuseppe Murgia (1977)
- Un dramma borghese, regia di Florestano Vancini (1978)
- L'amante proibita, regia di Alan Bridges (1978)
- Ernesto, regia di Salvatore Samperi (1979)
- Un'ombra nell'ombra, regia di Pier Carpi (1979)
- Desideria: la vita interiore, regia di Gianni Barcelloni Corte (1980)
- Il falco e la colomba, regia di Fabrizio Lori (1981)
- Tenebre, regia di Dario Argento (1982)
- Identificazione di una donna, regia di Michelangelo Antonioni (1982)
- Vai alla grande, regia di Salvatore Samperi (1983)
- Fatto su misura, regia di Francesco Laudadio (1984)
- A me mi piace, regia di Enrico Montesano (1985)
- Morirai a mezzanotte, regia di Lamberto Bava (1985)
- Intervista, regia di Federico Fellini (1987)
- La casa 3 - Ghosthouse, regia di Umberto Lenzi (1987)
- Killing Birds, regia di Claudio Lattanzi e Joe D'Amato (1987)
- I frati rossi, regia di Gianni Martucci (1988)
- La villa del venerdì, regia di Mauro Bolognini (1991)

### Televisione
- I ragazzi di celluloide, regia di Sergio Sollima – serie TV, episodio 2x01 (1984)
- La piovra 2, regia di Florestano Vancini – miniserie TV, 5 episodi (1985)
- Un'australiana a Roma, regia di Sergio Martino – film TV (1987)
- Aquile, regia di Nini Salerno – serie TV (1989)
- College – serie TV, 14 episodi (1990)
- Requiem per voce e pianoforte, regia di Tomaso Sherman – miniserie TV (1993)